# Pelecopsis medusoides
Pelecopsis medusoides là một loài nhện trong họ Linyphiidae.
Loài này thuộc chi Pelecopsis. Pelecopsis medusoides được Rudy Jocqué miêu tả năm 1984.